# 阴道积水
阴道积水（英語：hydrocolpos），是一类由于先天性阴道堵塞导致的阴道积水。这种障碍通常是由于处女膜闭锁或较少类由于阴道隔引起。积累液体通常是宫颈和子宫内膜黏液，极少数情况是尿液通过接近堵塞层的膀胱阴道瘘进入。
对于青春期前的少女，通常会有腹胀反应；此类疾病可以通过超声波检查。